# Charles Dumoulin

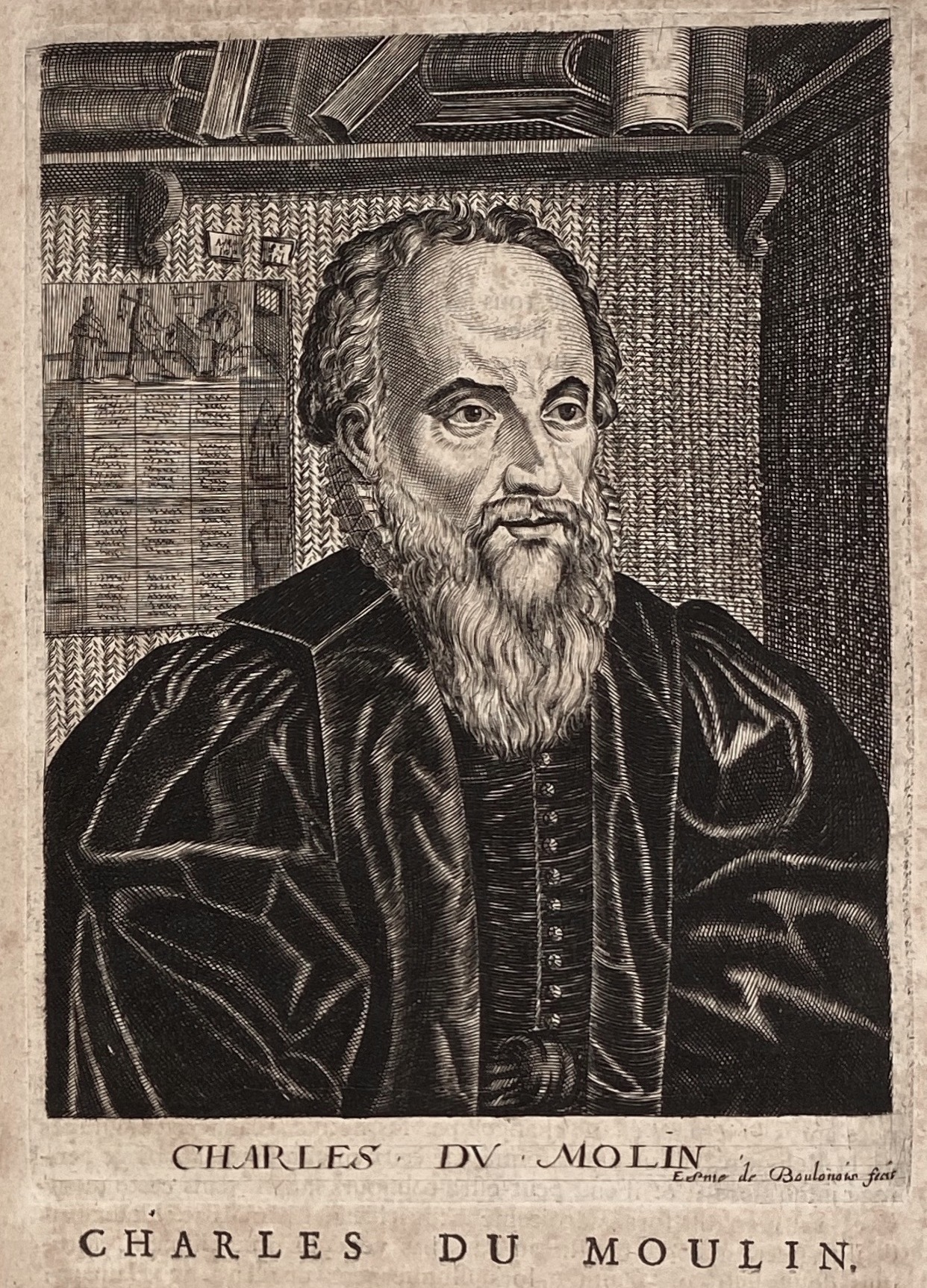

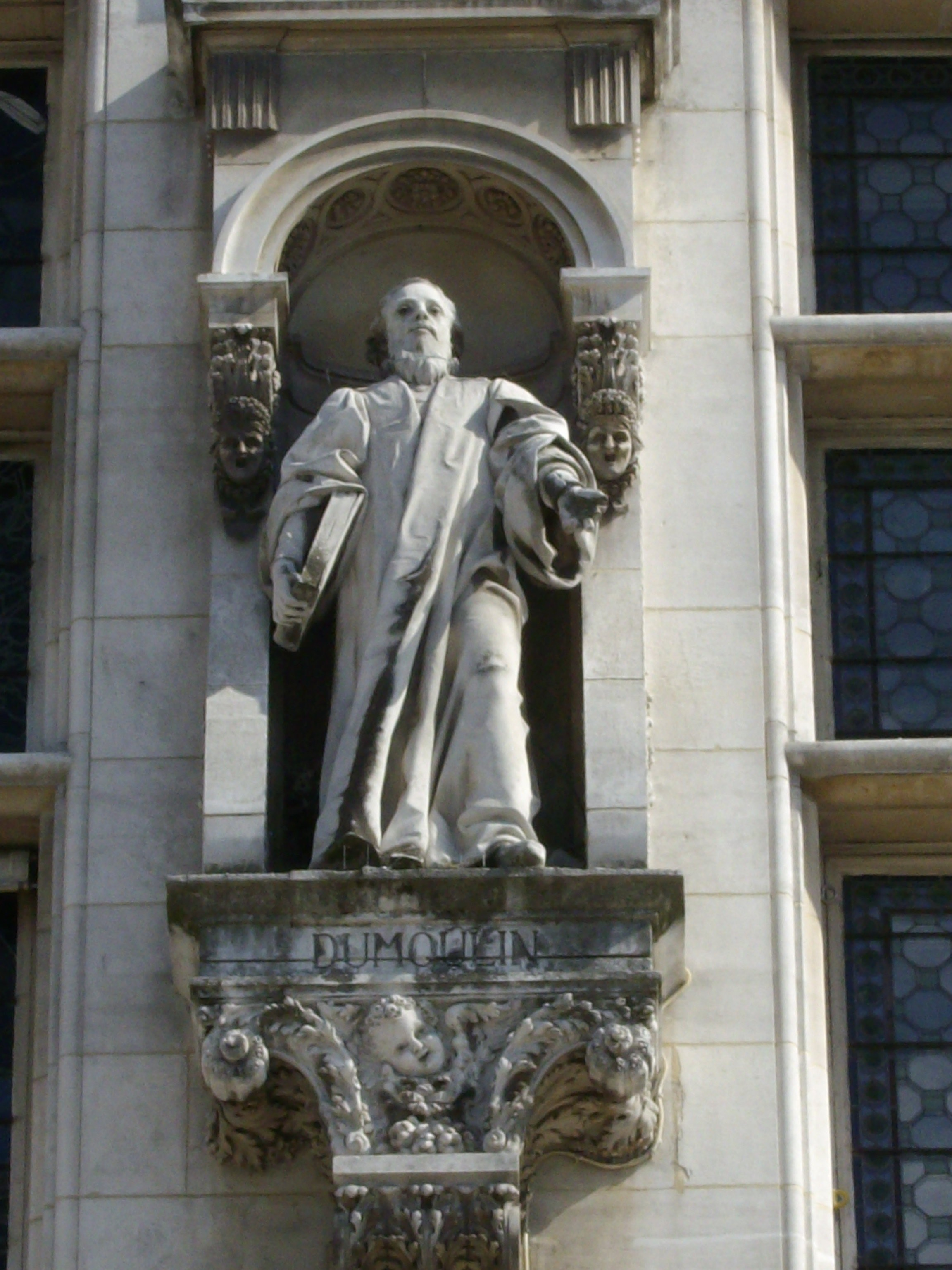
Statue Dumoulins am Hôtel de Ville de Paris

Charles Dumoulin [ʃaʁl dymulɛ̃] (* 1500 in Paris; † 1566 ebenda), latinisiert Carolus Molinaeus, war ein berühmter französischer Rechtsgelehrter des 16. Jahrhunderts.

## Leben und Wirken
Dumoulin wurde als Sohn eines adeligen Juristen in Paris geboren. Mit 15 Jahren begann er seine juristischen Studien in Orléans; wahrscheinlich studierte er das kanonische Recht in Poitiers, bevor er in Orléans in beiden Rechten promoviert wurde. Von 1522 bis 1535 war er, wie zuvor schon seit Vater, Anwalt am Parlement de Paris. Danach konzentrierte er sich auf seine wissenschaftlichen Publikationen, deren erste bedeutende ein Kommentar zum Feudalrecht war. In den 1530ern und 1540ern verfasste er eine Reihe lateinischer und französischer Arbeiten zum Schuldrecht, Eheverträgen, Testamenten und zur Erlaubtheit von Zinsen. Parallel arbeitete er an einem Kommentar zu den Pariser coutumes (Aufzeichnungen von Gewohnheitsrechten), der erst 1552 im Druck erschien, dann aber endgültig seinen Ruhm als herausragender Jurist festigte. Seine kanonistischen Arbeiten dieser Zeit belegen seine kritische Haltung gegenüber dem Papsttum (v. a. der Commentarius ad edictum Henrici II contra parvas datas et abusus Curiae Romanae, Paris 1551) ebenso wie seine herausragenden textkritischen und historischen Fähigkeiten. 
Als er den Schutz des Königs verlor, dessen Politik er publizistisch und juristisch unterstützt hatte, musste er 1552 emigrieren, zunächst nach Basel, dann Genf und (nach mehreren weiteren Stationen) Tübingen, wo er Ende 1553 einen juristischen Lehrstuhl erhielt. Er hatte engen Kontakt zu zahlreichen calvinistischen und lutherischen Humanisten und konvertierte selbst zum Calvinismus, was ihn in Tübingen rasch in Konflikt mit anderen Gelehrten brachte. Nach nur einem Jahr verließ er Tübingen und kehrte nach zahlreichen Stationen Anfang 1557 nach Paris zurück, wo er wieder als Anwalt und Gelehrter tätig wurde. In seinen Arbeiten trat er unverändert für eine starke Monarchie und eine von Rom möglichst unabhängige französische Kirche (Gallikanismus) ein; seine Kritik am Papsttum untermauerte er dabei mit historischen und juristischen Argumenten. Gleichzeitig kritisierte er aber auch protestantische Lehrmeinungen scharf, vor allem Jean Calvin und seine Anhänger. 
Während des ersten Hugenottenkriegs wurde Dumoulins Haus in Paris geplündert, er selbst musste fliehen und konnte erst 1564 in seine Heimatstadt zurückkehren. Währenddessen publizierte er weiterhin gelehrte Abhandlungen, in denen er gallikanische Positionen vertrat, und war in zahlreiche Konflikte insbesondere mit den Jesuiten, dem Parlement, den katholischen Theologen der Sorbonne und französischen Calvinisten verwickelt. In seinen text- und quellenkritischen Kommentaren zum Decretum Gratiani (von dem er eine Neuausgabe vorlegte) wies er regelmäßig darauf hin, dass zahlreiche Rechtsquellen des kanonischen Rechts mittelalterliche Fälschungen seien.
Seine sämtlichen Werke wurden durch die Glaubenskongregation in mehreren Dekreten (1559, 1564 und 1659) auf den Index gesetzt. Einzelne Werke wurden auch vom Pariser Parlement verboten, insbesondere seine Schriften gegen das Konzil von Trient. Sein Werk über die Evangelien (Collatio et unio quatuor Evangelistarum, 1565) wurde von der Index-Kongregation ebenso wie einer Pariser Synode verboten und von Calvinisten in Genf auf dem Scheiterhaufen verbrannt. Politisch stand Dumoulin Caterina de’ Medici und deren Kanzler Michel de L’Hospital nahe, die sich in den Religionskriegen für wechselseitige Toleranz und eine Begrenzung des politischen Einflusses der Religion bemühten. Auf dem Sterbebett soll Dumoulin sich wieder zum Katholizismus bekannt haben.
Sowohl zeitgenössisch wie postum wurde (und wird) Dumoulin regelmäßig als einer der größten Juristen seiner Zeit bezeichnet und mit verschiedenen Ehrentiteln versehen, darunter dem eines „französischen Papinian“ und eines „Orakels der Franzosen“. Für die französischen Rechtswissenschaften waren seine Positionen zu den coutumes und zum Privatrecht bis weit ins 19. Jahrhundert fundamental; ihm wird eine erhebliche Rolle in der Ausbildung eines einheitlichen nationalen Rechts zugesprochen.